# Longsdorf
Longsdorf (Luxemburgs: Longsdref) is een plaats in de gemeente Tandel en het kanton Vianden in Luxemburg.
Longsdorf telt 74 inwoners (2001).
Bastendorf · Bettel · Brandenbourg · Fouhren · Hoscheidterhof · Landscheid · Longsdorf · Selz · Tandel · Walsdorf

Luxemburgse gemeenten · Kanton Vianden · Luxemburg